# Национално движение „Русофили“
Националното движение „Русофили“ е българско неправителствено сдружение, регистрирано в София на 19 януари 2003 г.
Сдружението определя себе си като „приемник и продължител на идеите и традициите на русофилството, възникнало в България в края на ХІХ век по време на Възраждането“. В същото време членове на ръководството на движението са разследвани за шпионаж срещу България в полза на чужда държава, и са смятани за свързани с Леонид Решетников – бивш ръководител на информационно-аналитичното управление на Службата за външно разузнаване на Русия, със звание генерал-лейтенант – и руския инвестиционен банкер Константин Малофеев, санкциониран от САЩ и Европейския съюз заради предполагаема финансова подкрепа за руски подразделения в Украйна, а в България смятан за свързан с банкера Цветан Василев.

## Задачи на НД „Русофили“
Основната цел на НД „Русофили“ е да развива приятелството и дружбата между българския и руския народи, на основата на историческите, православно–християнските и славянските идеи и традиции, както и да разширява връзките, и сътрудничеството между Република България, и Руската федерация в областта на културата, науката, икономиката, образованието, и спорта.
- да отстоява стратегическото място на Руската федерация в националната политика на Република България и да укрепва връзките и сътрудничеството между българския и руския народи;
- да работи за възстановяване и разширяване на съществуващите, и създаване на нови връзки между граждани, организации, региони, и други структури от Република България и Руската федерация;
- да популяризира постиженията на България в Русия и на Русия в България в областта на културата, науката, икономическото и социалното развитие, образованието, и спорта;
- да подпомага своите членове за по-добра реализация и решаване на определени социални въпроси, за повишаване на професионалната им квалификация.[1]

## Събор на русофилите край язовир „Копринка“
От основаването си през 2003 г. дружеството ежегодно провежда събор на русофилите в България през септември край язовир „Копринка“, който се намира в близост до Казанлък. 12-ият Национален събор на приятелите на Русия, проведен през 2015 г., събира над 12000 души, сред които са кметът на Казанлък Галина Стоянова, председателят на градския съвет на БСП-София Калоян Паргов, депутатът от ГЕРБ Красимир Велчев, който е и председател на групата „Приятели на Русия“ в Народното събрание, евродепутатът Георги Пирински, народният представител от БСП Петър Кънев, лидерът на партия „Атака“ Волен Сидеров и проф. Ангел Димов – първият пълномощник на българския Комсомол в Коми и председател на СП „Български път“. Официални гости на събитието са съветникът по култура при Посолството на Русия в България Кирил Рънза, полк. Виктор Авдеев, военен аташе при посолството на РФ в България, Сергей Сметюшенко, изпълнителен директор на РКИЦ, Никита Бондарев, ръководител на балканския отдел на РИСИ в Москва, председателят на Комунистическата партия на България Александър Паунов, председателят на Отечествения съюз Симеон Симеонов, социологът проф. Михаил Мирчев, ген. Стоян Топалов, Крум Лазаров, Станка Шопова, Светлана Шаренкова и Светлана Бейдова.